# Idaea atlantica
Idaea atlantica là một loài bướm đêm trong họ Geometridae.